# 约瑟夫城 (的里雅斯特)
约瑟夫城（意大利语：Borgo Giuseppino） 是意大利东北部城市的里雅斯特的一个社区，在18世纪末开始规划建设。其名称来源于奥地利皇帝约瑟夫二世（玛丽亚·特蕾西亚之子）。
45°38′49″N 13°45′44″E / 45.64694°N 13.76222°E